# 东藤奈奈子
东藤奈奈子（日语：／ Todo Nanako，2000年11月29日—）生于北海道札幌市，是一名日本女子篮球运动员，场上位置是后卫。她的父亲曾从事排球运动，母亲则曾从事羽毛球运动，她和哥哥也受父母影响，从小就热爱体育运动。她在小学四年级时便开始练习迷你篮球，当时她希望加入排球部，然而她小学学校未设立排球部，她便最终与自己要好的朋友加入篮球部。2019年1月，她加入自己的第一个职业俱乐部丰田纺织Sunshine Rabbits。2020年1月，她加入日本成年国家队。